# Ruta Estatal de California 154
La Ruta Estatal de California 154, y abreviada SR 154 (en inglés: California State Route 154) es una carretera estatal estadounidense ubicada en el estado de California. La carretera inicia en el Oeste desde la SR 101     cerca de Los Olivos hacia el Este en la SR 1  , US 101   en Santa Bárbara. La carretera tiene una longitud de 52 km (32.30 mi).

## Mantenimiento
Al igual que las autopistas interestatales, y las rutas federales y el resto de carreteras estatales, la Ruta Estatal de California 154 es administrada y mantenida por el Departamento de Transporte de California por sus siglas en inglés Caltrans.

## Intersecciones
Toda la ruta se encuentra dentro del condado de Santa Bárbara.
| Localidad | Miliario | Destiinos                                                        | Notas                             |
| --- | -------- | ---------------------------------------------------------------- | --------------------------------- |
| Cuyama | R0.00    | US 101 – Santa Maria, Santa Bárbara                              | Interchange                       |
| | R8.11    | SR 246 Oeste / Armour Ranch Road – Santa Ynez, Solvang, Buellton |                                   |
| | 14.77    | Cachuma Lake County Park                                         |                                   |
| Extremo oeste de la autopista                                                                                             |          |                                                                  |                                   |
| | R31.55   | SR 192 Este (Foothill Road) / Cathedral Oaks Road                |                                   |
| Extremo este de la autopista                                                                                              |          |                                                                  |                                   |
| Santa Bárbara | 32.28    | US 101 (SR 1)                                                    | Interchange                       |
| Santa Bárbara | 32.28    | State Street                                                     | Continuació más allá de la US 101 |
| 1.000 mi = 1.609 km; 1.000 km = 0.621 mi Cerrada/Antigua • Terminal concurrente • Acceso incompleto • Propuesta/Sin abrir |          |                                                                  |                                   |